# AdA
AdA (итал. Anello Di Accumulazione — «накопительное кольцо») — первый в мире электрон-позитронный коллайдер на энергию до 250 МэВ в пучке, созданный в 1961 году в лаборатории INFN (Фраскати, Италия), под руководством Бруно Тушека.

## История и конструкция
7 марта 1960 года Бруно Тушек выступил на семинаре с предложением создать электрон-позитронный коллайдер. К этому моменту в лаборатории функционировал электронный синхротрон FES (Frascati Electron Synchrotron) на энергию 1 ГэВ. Первоначально Тушек предлагал использовать его для циркуляции встречных пучков, однако Джиорджио Сальвини, руководитель работ на FES отказал ему. Вместо этого было предложено создать новое кольцо. Менее чем через год после семинара, в феврале 1961 года, пучки электронов и позитронов были захвачены в AdA.
Энергия в 250 МэВ была выбрана как с запасом превосходящая порог рождения пар пионов. В качестве инжектора использовался пучок синхротрона FES, который выпускался на мишень, после чего гамма-кванты тормозного излучения попадали в вакуумную камеру кольца и рождали электрон-позитронные пары на танталовой пластине. Небольшая часть позитронов или электронов (в зависимости от направления инжекции относительно магнитного поля магнита) захватывалась в кольцо. Продуктивность инжекции была очень низкой. В 1962 году французские физики предложили перевезти коллайдер в лабораторию LAL (Laboratoire de l’Accélérateur Linéaire), Орсэ, Франция, где функционировал линейный ускоритель электронов. Ускоритель был перевезён и в 1964 году на нём были поставлены эксперименты по регистрации взаимодействия частиц.
На AdA впервые наблюдалось падение времени жизни пучков с ростом их интенсивности. Этот феномен, связанный с внутригустковым рассеянием частиц в пучке, был объяснён Тушеком и известен ныне как эффект Тушека.
В лаборатории INFN впоследствии был сооружён электрон-позитронный коллайдер ADONE на энергию 1,5 ГэВ в пучке. В Орсэ в 1966 году был запущен коллайдер ACO на энергию 550 МэВ в пучке.

## Интересные факты
- Для инжекции электронов или позитронов кольцо механически переворачивалось. По первоначальной схеме переворот происходил вокруг горизонтальной оси. В дальнейшем, из-за частой гибели накопленного пучка при процедуре переворота (предположительно из-за падения вакуумной пыли в поле тяжести), кольцо разворачивали вокруг горизонтальной оси с последующей подвижкой.
- У Тушека была тётя по имени Ада, оставившая ему после смерти в наследство фирму Garvens по производству водяных насосов. День 27 февраля 1961 года, когда впервые в кольцо AdA были захвачены оба пучка, совпал с годовщиной смерти тёти.
- При переезде из Италии во Францию французский таможенник спросил что внутри кольца. Когда ему ответили, что там вакуум, он не был удовлетворён и требовал его продемонстрировать.
- Детекторы, регистрирующие продукты взаимодействия, из-за сложных механических манипуляций с коллайдером при инжекции, а также из-за радиационной нагрузки при инжекции пучков, находились вне защищённого зала. После накопления пучков, детекторы закатывали в зал. В один из заходов 150-килограммовый черенковский счётчик опрокинулся и сломал ногу экспериментатору Пьеру Мартину.